# Huete
Huete és un municipi de la província de Conca a la comunitat autònoma de Castella la Manxa que està situat a la zona nord-oest de la província, a 54 km de Conca. En el cens de 2005 tenia 2024 habitants. El codi postal és 16500. Comprèn les pedanies de Valdemoro del Rey, Moncalvillo de Huete, Saceda del Río, Bonilla, Caracenilla, Verdelpino de Huete, La Langa .